# Watermät
Watermät, pseudonimo di Laurent Arriau (Parigi, ...), è un disc jockey e produttore discografico francese.

## Carriera
Divenne noto grazie al singolo del 2014 Bullit, entrando nella classifiche musicali francesi, australiane, olandesi e statunitensi. L'anno successivo collaboró con TAI per Frequency e con Becky Hill per la versione cantata del singolo, chiamato All My Love. Nel corso della carriera collaboró anche con MOGUAI per Portland e col duo Pep & Rash per Ruff Like This, tutti pubblicato tramite Spinnin' Records.

## Discografia

### Singoli
- 2014 – Bullit
- 2015 – Frequency (con TAI)
- 2015 – Portland (con MOGUAI)
- 2015 – All My Love (Frequency) (feat. Becky Hill con TAI)
- 2016 – Spherik
- 2016 – Empire
- 2016 – Fade
- 2017 – Won't Stop (feat. Kelli-Leigh)
- 2017 – Ruff Like This (con Pep & Rash)
- 2018 – Need U
- 2019 – Preach
- 2019 – Raise (feat. Sneaky Sound System)
- 2020 – Walls
- 2020 – Bring Me Back (con TAI feat. Enlery)